# 庫氏寄居蟹
庫氏寄居蟹（学名：Pagurus kulkarnii）为寄居蟹科寄居蟹屬下的一个种。